# Munneurycope persephone
Munneurycope persephone là một loài chân đều trong họ Munnopsidae. Loài này được Mursch, Brenke & Wägele miêu tả khoa học năm 2008.